# Belize na Letnich Igrzyskach Olimpijskich 2012
Belize na Letnich Igrzyskach Olimpijskich 2012, które odbyły się w Londynie, reprezentowało 3 zawodników.
Był to jedenasty start reprezentacji Belize na letnich igrzyskach olimpijskich.

## Reprezentanci

### Judo
Mężczyźni
| Zawodnik         | Konkurencja | 1/32              | 1/16                       | 1/8               | Ćwierćfinał       | Półfinał          | Repasaż 1         | Repasaż 2         | Finał   | Finał   |
| Zawodnik         | Konkurencja | Przeciwnik Punkty | Przeciwnik Punkty          | Przeciwnik Punkty | Przeciwnik Punkty | Przeciwnik Punkty | Przeciwnik Punkty | Przeciwnik Punkty | Miejsce | Miejsce |
| ---------------- | ----------- | ----------------- | -------------------------- | ----------------- | ----------------- | ----------------- | ----------------- | ----------------- | ------- | ------- |
| Eddermys Sanchez | - 66 kg     | BYE               | Miklós Ungvári P 0000–0010 | NQ                | NQ                | NQ                | NQ                | NQ                | NQ      | NQ      |

### Lekkoatletyka
Mężczyźni
| Zawodnik        | Konkurencja        | Eliminacje | Eliminacje | Półfinał | Półfinał | Finał | Finał   |
| Zawodnik        | Konkurencja        | Wynik      | Miejsce    | Wynik    | Miejsce  | Wynik | Miejsce |
| --------------- | ------------------ | ---------- | ---------- | -------- | -------- | ----- | ------- |
| Kenneth Medwood | 400 m przez płotki | 49,78      | 4.         | 49,87    | 5.       | NQ    | NQ      |

Kobiety
| Zawodniczka    | Konkurencja | Eliminacje | Eliminacje | Półfinał | Półfinał | Finał | Finał   |
| Zawodniczka    | Konkurencja | Wynik      | Miejsce    | Wynik    | Miejsce  | Wynik | Miejsce |
| -------------- | ----------- | ---------- | ---------- | -------- | -------- | ----- | ------- |
| Kaina Martinez | 100 m       | 11,81      | 1.         | 11,89    | 8.       | NQ    | NQ      |